# نادرشاه بحر
سیدنادرشاه بحر (زادهٔ ۱۳۳۸ خورشیدی در ولسوالی لعل و سرجنگل ولایت غور) سیاستمدار افغانستانی و نمایندهٔ مردم ولایت غور در دورهٔ شانزدهم مجلس نمایندگان است. وی در مجلس شانزدهم نمایندگان افغانستان عضو کمیسیون معلولان، معیوبان، بازماندگان شهدا و بیوه‌ها می‌باشد.

## زندگی‌نامه
نادرشاه بحر زادهٔ ۱۳۳۸ خورشیدی در ولسوالی لعل و سرجنگل ولایت غور می‌باشد. وی مدرک لیسانس معارف دارد و یکی از فرماندهان جهادی و اعضای حزب وحدت اسلامی در دوران جنگ‌های افغانستان بوده‌است.

## دیگر فعالیت‌ها
دیگر فعالیت‌های ایشان:
- بنیانگذار کتابخانهٔ بصیرت.
- فرماندهٔ جهادی و مسئول شورای ولایتی حزب وحدت اسلامی در دورهٔ جهاد.
- ولسوال لعل و سرجنگل (۱۳۸۲–۱۳۸۴).
- سرپرست ولسوالی تیورهٔ ولایت غور.
- ولسوال دولینه (۱۳۸۷–۱۳۸۹).